# Kreuzauffindung (Grafenrheinfeld)

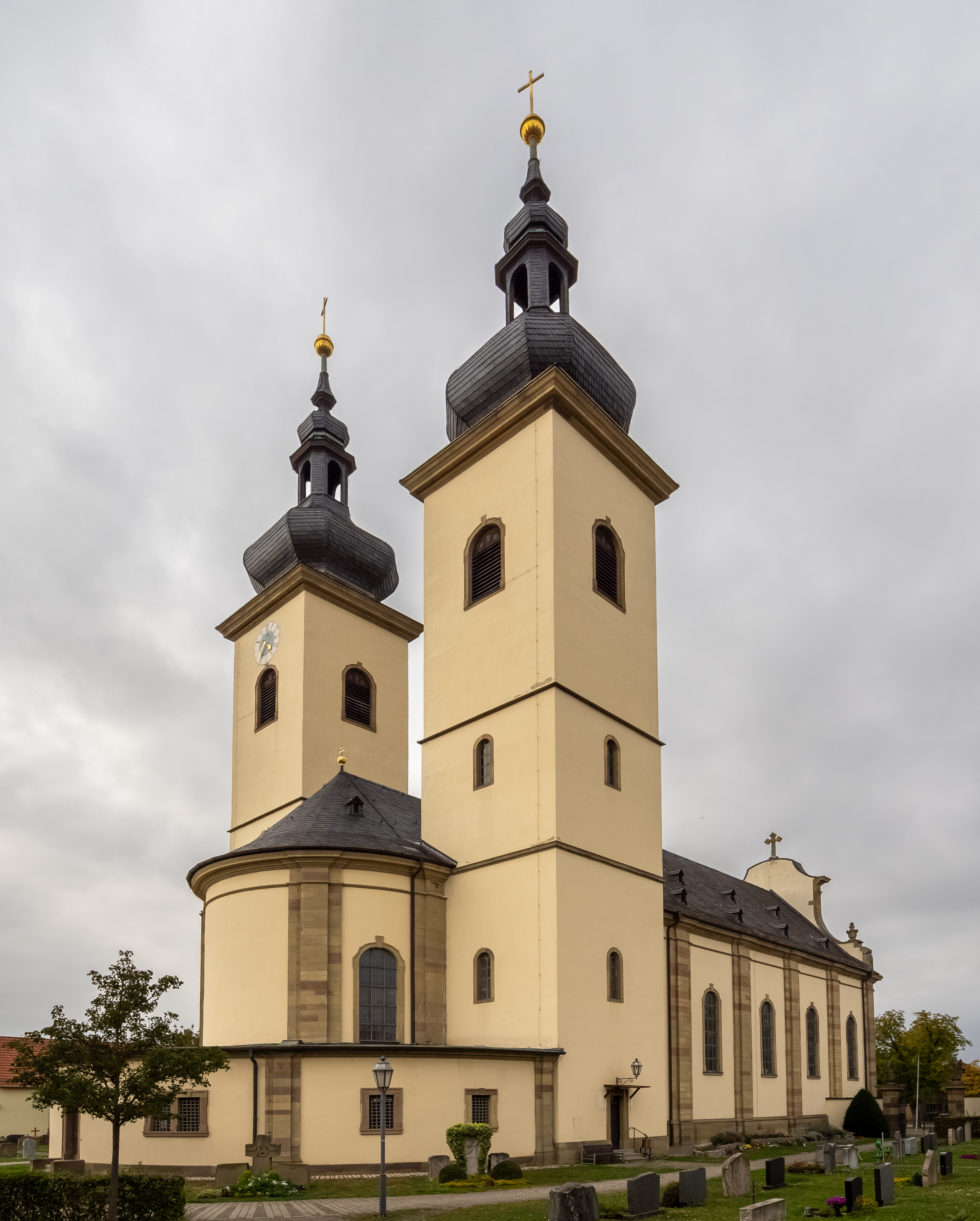
Kreuzauffindung (Grafenrheinfeld)

Die römisch-katholische Pfarrkirche Kreuzauffindung ist eine denkmalgeschützte Kirche, die in Grafenrheinfeld steht, einer Gemeinde im Landkreis Schweinfurt (Unterfranken, Bayern). Das Bauwerk ist unter der Denkmalnummer D-6-78-136-21 als Baudenkmal in der Bayerischen Denkmalliste eingetragen. Die Pfarrei gehört zur Pfarreiengemeinschaft Zu den Frankenaposteln im Maintal (Bergrheinfeld) im Dekanat Schweinfurt-Süd des Bistums Würzburg.

## Beschreibung

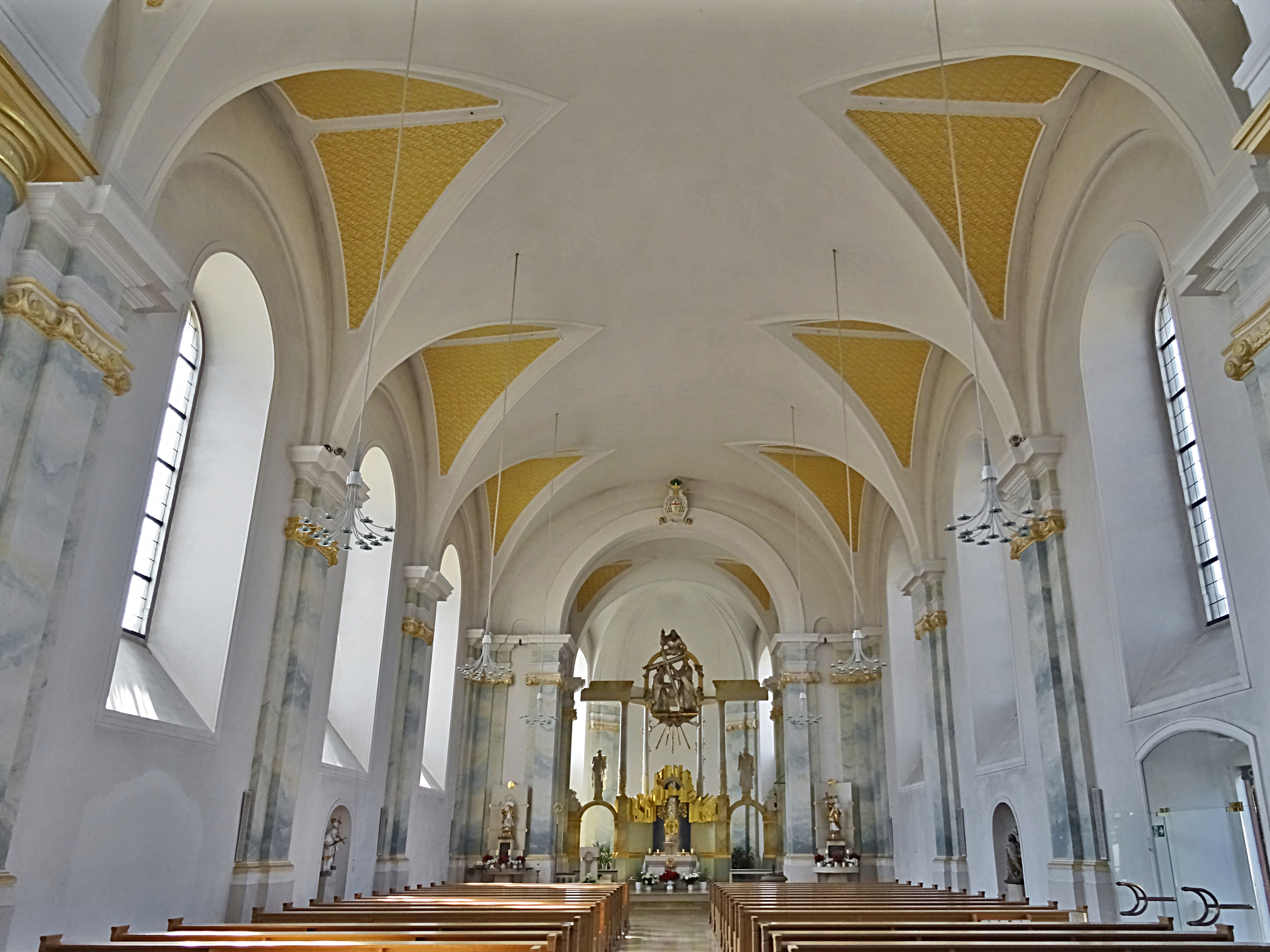
Innenansicht

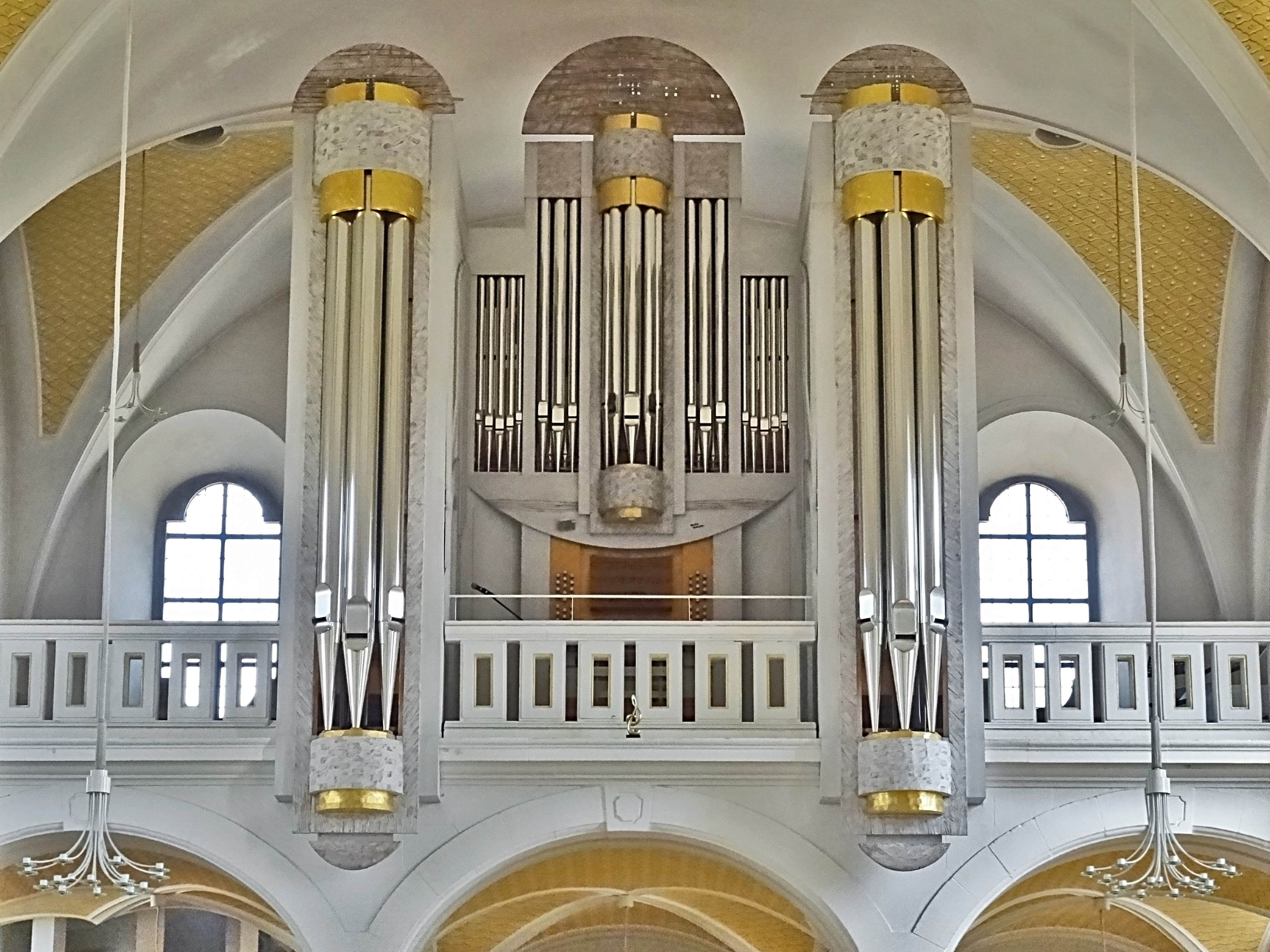
Die Orgel

Die barocke Saalkirche wurde 1755–65 nach einem Entwurf von Johann Michael Fischer gebaut. Am eingezogenen, halbrund abgeschlossenen Chor, der sich im Süden an das Langhaus aus ursprünglich vier Jochen anschließt, stehen zwei Chorflankentürme. Davon ist der im Westen der Kirchturm des mittelalterlichen Vorgängerbaus. In den beiden Glockenstühlen hängen insgesamt sechs Kirchenglocken. Das Langhaus wurde 1863 nach Norden um ein Joch verlängert, die Fassade versetzt und der westliche Kirchturm dem östlichen Chorflankenturm angepasst. Die mit einem Schweifgiebel bedeckte Fassade ist durch Pilaster in drei Bereiche gegliedert, im mittleren befindet sich das Portal. Nach den Zerstörungen im Zweiten Weltkrieg, die Deckenmalerei von Johann Michael Zink und die Altäre von Johann Peter Wagner gingen verloren, wurde der Innenraum vereinfacht wiederhergestellt. Die Orgel mit 43 Registern auf drei Manualen und Pedal wurde 1999 von Claudius Winterhalter errichtet.